# Gilbert Casanova
Pour les articles homonymes, voir Casanova (homonymie).
Gilbert Casanova est un homme d'affaires français et militant indépendantiste corse, né à Ajaccio, également jugé et condamné par la justice en tant que délinquant commercial et trafiquant de cannabis marocain, à plusieurs années de prison.

## Biographie
Boxeur, pilote de rallye et concessionnaire automobile, il est une figure du Mouvement pour l'autodétermination (MPA) aux côtés d'Alain Orsoni.

### Présidence de la CCI de Corse
Gilbert Casanova est président de la chambre de commerce d'Ajaccio et de la Corse-du-Sud de 1994 à 2000.
En novembre 2000, alors que sa liste est réélue depuis trois jours, il est contraint de démissionner de son siège à la Chambre de Commerce, depuis la prison de Fresne, où il est en détention provisoire depuis sa mise en examen en septembre 2000 .

### Affaires judiciaires
En 2005 il est condamné à trois ans d'emprisonnement et au remboursement de 2,5 millions d'euros, dans le cadre d'une affaire de banqueroute et d'abus de biens sociaux.
Il est arrêté, en 2008 à l’aéroport de Béziers en flagrant délit avec d’autres complices, par le GIGN lors de l’opération « Air34 ». En 2010, il est condamné ainsi que onze autres personnes à huit ans de prison ferme par le tribunal correctionnel de Marseille, pour son rôle dans un trafic international de cannabis, organisé par hélicoptère entre le Maroc et la France via l'Espagne. 

### Vie privée
Il est le compagnon de Christelle Godani, miss Corse 1993, qu'il a fait embaucher à la CCI d'Ajaccio.

#### Polémique
Une propriété de Christelle Godani, louée pour les saisons estivales, fait l'objet d'une couverture médiatique importante en août 2017.
Les ministres Gérald Darmanin et Sébastien Lecornu louent la villa, avec des amis, pour leurs vacances. Le 16 août 2017, Mediapart sort un article intitulé « Deux ministres sont en vacances en Corse chez un ex-trafiquant de drogue ». La propriété n'appartenant pas au couple, mais uniquement à Christelle Godani, les deux ministres portent plainte pour diffamation.